# Leave the World Behind
Singles par Swedish House Mafia
Get Dumb
(2007) One
(2010)
Pistes de Until One
Reach Out / You Got the Love Nothing But Love
Leave the World Behind (« Oublie tes soucis » en français), est une chanson de musique house des DJs et compositeur suédois Axwell, Sebastian Ingrosso, Steve Angello et néerlandais Laidback Luke interprétée par la chanteuse canadienne Deborah Cox. Sorti le 10 mai 2010, le single extrait de l'album-compilation Until One (2012). Le single se classe en Suède et aux États-Unis. Elle a notamment été reprise par la chanteuse Lune en 2013.

## Formats et liste des pistes
| 1. | Leave The World Behind | 2:44 |

| 1. | Leave the World Behind (Radio Edit)                         | 2:44 |
| 2. | Leave the World Behind (Original Mix)                       | 6:50 |
| 3. | Leave the World Behind (Dirty South Remix)                  | 8:27 |
| 4. | Leave the World Behind (Daddy's Groove Magic Island Rework) | 7:07 |
| 5. | Leave the World Behind (Dabruck and Klein Remix)            | 8:17 |

## Performance dans les hit-parades
Le titre la 39e place dans le classement suédois et atteint la 40e dans le US Dance chart.

## Classement par pays
| Classement (2009)                           | Meilleure position |
| ------------------------------------------- | ------------------ |
| Suède (Sverigetopplistan)                   | 39                 |
| États-Unis Hot Dance Club Songs (Billboard) | 40                 |